# ドリス・カーンズ・グッドウィン

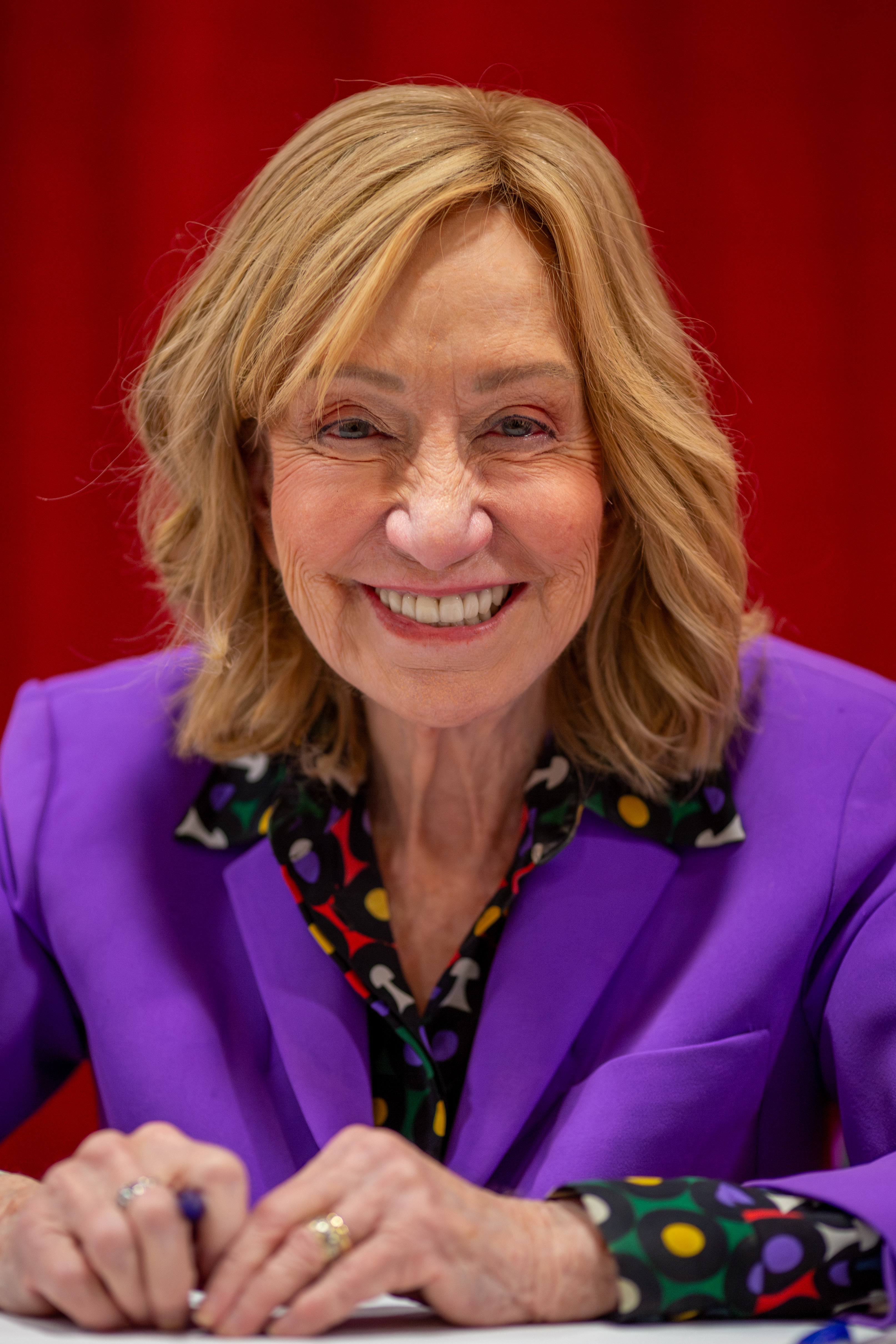
ドリス・カーンズ・グッドウィン (2024)

ドリス・カーンズ・グッドウィン（Doris Kearns Goodwin、1943年1月4日-）は、アメリカの伝記作家、歴史家、政治評論家。
ニューヨーク・ブルックリン生まれ。コルビー大学卒業後、1968年、ハーバード大学で博士号取得。1967年から69年までホワイトハウス・フェローとして勤務。その後、ハーバード大学で教鞭をとる。
1995年、"No Ordinary Time" でピューリッツァー賞（歴史部門）を受賞。2005年、"Team of Rivals" でリンカーン賞を受賞し、2012年に映画化された（リンカーン (映画)）。

## 著書
- Lyndon Johnson and the American dream, Harper & Row, 1976.
- The Fitzgeralds and the Kennedys, Weidenfeld and Nicolson, 1987.
- No Ordinary Time: Franklin and Eleanor Roosevelt, the home front in World War II, Simon & Schuster, 1994.

『フランクリン・ローズヴェルト（上）日米開戦への道』、砂村榮利子・山下淑美訳、中央公論新社、2014年
『フランクリン・ローズヴェルト（下）激戦の果てに』、砂村榮利子・山下淑美訳、中央公論新社、2014年
- Wait till next year: a memoir, Simon & Schuster, 1997.

『来年があるさ』、松井みどり訳、ベースボール・マガジン社、2000年
- Team of Rivals: the political genius of Abraham Lincoln, Simon & Schuster, 2005.

『リンカン（上）南北戦争勃発』、平岡緑訳、中央公論新社、2011年
『リンカン（下）奴隷解放宣言』、平岡緑訳、中央公論新社、2011年
『リンカーン（上）大統領選』、平岡緑訳、中公文庫、2013年
『リンカーン（中）南北戦争』、平岡緑訳、中公文庫、2013年
『リンカーン（下）奴隷解放』、平岡緑訳、中公文庫、2013年
- The bully pulpit: Theodore Roosevelt and the golden age of journalism, Viking, 2013.
- Leadership in Turbulent Times, Simon & Schuster, 2018.